# Fortifications de l'âge du fer de Stanwick
Les fortifications de l'âge du fer de Stanwick (également connues sous le nom de « camp de Stanwick »), sont une vaste colline fortifiée de l'âge du fer, parfois considérée comme un oppidum. Elles comportent plus de neuf kilomètres de fossés et de remparts protégeant une surface d'environ 300 hectares. Elles sont situées dans le comté du Richmondshire, dans le Yorkshire du Nord en Angleterre. 
Stanwick pourrait avoir été le bastion de Venutius ou de Cartimandua, ou peut-être même des deux pendant une brève période avant leur séparation acrimonieuse peu après l'année 51 avant J.-C. Il est en tout cas certain que cette colonie était l'une des plus importantes de Brigantia, le royaume des Brigantes, lors de la conquête romaine de la Grande-Bretagne. 

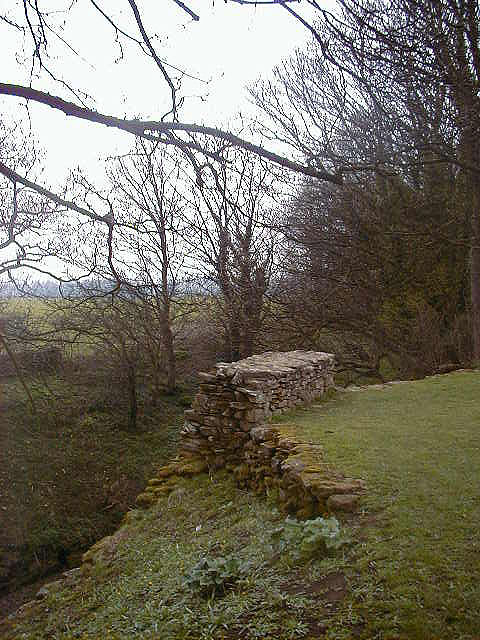
Partie du mur.

Le site est aujourd'hui un monument classé. 

## Localisation et étymologie
Les fortifications sont situées à 12 kilomètres au nord de la ville de Richmond dans le Yorshire, et à 16 kilomètres au sud-ouest de Darlington, à proximité du Scotch Corner et des vestiges de Piercebridge. D'une hauteur allant jusqu'à 5 mètres par endroits, les remparts entourent le village de Stanwick St John, formant ainsi l'une des plus grandes colonies de l'âge de fer en Grande-Bretagne, du moins en étendue.
Le nom Stanwick pourrait dériver du vieux norrois steinvegges, qui signifie « murs de pierre », ou du vieil anglais stān « pierre » et wic « établissement »,.

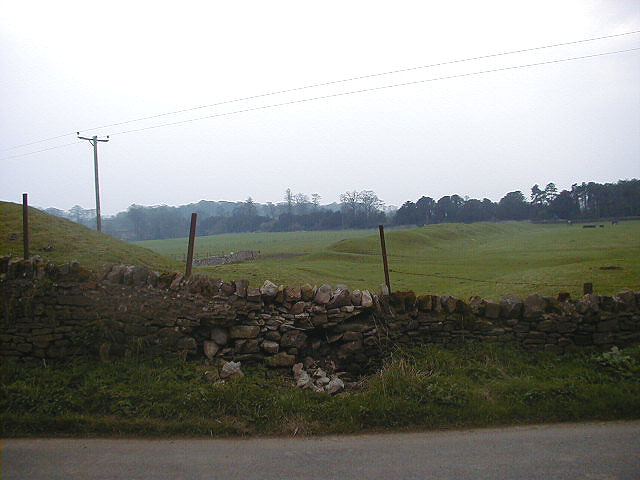
Muraille proche de l'entrée.